# Macrotera portalis
Macrotera portalis is een vliesvleugelig insect uit de familie Andrenidae. De wetenschappelijke naam van de soort is voor het eerst geldig gepubliceerd in 1954 door Timberlake.